# 七穂美也子
七穂 美也子（ななお みやこ、1963年11月5日 - ）は、日本の小説家。静岡県在住。
1992年『凶星～いかなる星の下に』（集英社スーパーファンタジー文庫）でデビュー。

## 作品
- エア・フェリド シリーズ （スーパーファンタジー文庫、イラスト:星崎龍）
  - 凶星～いかなる星の下に
  - Arcadia　―海王の野望―
  - Erebus　―冥王の罠―
  - Planet　―天王の策略― （前・後）
  - Kingdom 1　―遥かなり草原の国―
  - Kingdom 2　―魔性の森―
  - Kingdom 3　―暁の女神―
  - Kingdom 4　―凶星ｖｓ魔性―
  - Kingdom 5　―即位の条件―
  - Promise　―Kingdom外伝―
- 占い師SAKI シリーズ （スーパーファンタジー文庫）
  - 幸運を告げる者 （ザ・フォーチュンテラー）
  - 六芒星形（ヘキサグラム）は語る
  - 過去と未来の狭間
  - 運命の輪が巡る時
  - 正義の女神の迷宮（ラビリンス）
  - 下された審判
  - 死神の逆位置（リバース）
  - その名は魔術師（マジシャン）
  - 月から星への伝言
  - 塔の見る夢
- 春加先生の心理学ファイル シリーズ （コバルト文庫）
  - 天上の治癒者（ヒーラー）
  - 破壊者（アバドン）の迷宮
  - 四番目の封印
  - 聖なる暗号
  - 運命の十字架
  - 皆殺しの天使
  - 裸足の聖母
  - 天国の門衛
- 「花の探偵」綾杉咲哉 シリーズ （コバルト文庫、イラスト：凱王安也子）
  - 大地（デメテル）のささやき
  - 恋する春の女神（フローラ）
  - まどろみの木霊（エコー）
  - 太陽（アポロン）の誘惑
  - 葡萄樹（ディオニュソス）の嘆き
  - 歌う果実の女神（ポーモーナ）
  - 見つめる東風（エウロス）
- 1/2のヒーロー シリーズ （コバルト文庫）
  - 1/2のヒーロー
  - 1/2のヒーロー　土蜘蛛の巻
  - 1/2のヒーロー　鵺の巻
  - 1/2のヒーロー　竜神の巻
  - 1/2のヒーロー　大百足の巻
  - 1/2のヒーロー　九尾の巻
  - 1/2のヒーロー　玄武の巻
  - 1/2のヒーロー　泰山府君の巻
  - 1/2のヒーロー　大疫癘の巻
  - 1/2のヒーロー　盤古の巻
- エンゲージリングの冒険（コバルト文庫）
- 絶対霊感 シリーズ （コバルト文庫）
  - 絶対霊感　21世紀陰陽師
  - 絶対霊感　2　駅ビルは羅城門!?
  - 絶対霊感　3　不安だから平安京